# Пожар в торговом центре «Дунду шаньша»

Интерьеры ТЦ после пожара: Помещения, где проходила Рождественская Дискотека.

Пожа́р в торго́вом це́нтре «Дунду шаньша», расположенном в городе Лоян (провинция Хэнань, КНР), произошел в ночь с 25 на 26 декабря 2000 года. Пожар начался во время детской рождественской дискотеки. Причиной возгорания стало нарушение техники безопасности при проведении сварочных работ. В результате погибло 309 человек. 
Пожар стал одним из самых смертоносных среди подобных инцидентов в клубах и на дискотеках, а также вторым (после пожара в Карамае) по числу жертв пожаров невоенного характера в современной истории КНР.

ТЦ после пожара.

## Предыстория
Еще за неделю до случившегося в здании были обнаружены грубые нарушения правил пожарной безопасности: узкие проходы к аварийным выходам были заставлены коробками с товарами, в здании отсутствовали пожарные извещатели и огнетушители.
Строительство велось в спешке, чтобы открытие состоялось не позднее 24 января 2001 года — до начала китайского нового года.

## Ход событий
Возгорание началось в 21:30 по местному времени. В тот вечер группа рабочих проводила сварочные работы в подвале торгового центра. По данным следствия причиной пожара стало попадание искр на хлопчатобумажные изделия, хранившиеся в этом подвале. Когда вспыхнул огонь, сварщики безуспешно попытались потушить его водой, а затем просто сбежали с места происшествия, никому не сообщив о случившемся. Рабочие явились в полицию, лишь узнав о масштабах трагедии.
За считанные минуты пламя охватило первый этаж здания, отрезав путь к спасению для более чем 300 человек. Помещение, где проходила дискотека, находилось в самом центре здания, оказалось со всех сторон отрезано сплошной стеной огня. Всего через 15 минут после начала пожара в панике люди пытались спастись по охваченным пламенем коридорам, некоторые в отчаянье выпрыгивали из окон. Спастись смогли лишь 13 человек. Груды тел были обнаружены вокруг запертых лестничных пролетов.
На борьбу с огнём были стянуты все пожарные подразделения города, к ним на помощь были направлены силы национальной безопасности. Пожарным удалось потушить только через два с лишним часа.

## Последствия
Через два дня после случившегося сотни членов семей и друзей погибших устроили шествие к зданию местной администрации с требованием от чиновников взять на себя ответственность за несоблюдение законов о безопасности. Полиция не вмешивалась. Массовое недовольство усилилось после мартовского взрыва в здании школы, в результате которого погибли 42 ребенка и несколько учителей.
14 августа 2001 года в Народном суде Лояна завершилось рассмотрение дела. Девять сотрудников пожарной инспекции Лояна получили семь лет тюремного заключения за халатность и злоупотребление служебным положением. Двое руководителей ТЦ — Ван Цилян и Ван Лэй, — были приговорены к девяти годам тюрьмы. 